# Xeneretmus
Xeneretmus is een geslacht van straalvinnige vissen uit de familie van harnasmannen (Agonidae).

## Soorten
- Xeneretmus latifrons Gilbert, 1890
- Xeneretmus leiops Gilbert, 1915
- Xeneretmus ritteri Gilbert, 1915
- Xeneretmus triacanthus Gilbert, 1890